# Liste der Kulturdenkmale in Wallsbüll
In der Liste der Kulturdenkmale in Wallsbüll sind alle Kulturdenkmale der schleswig-holsteinischen Gemeinde Wallsbüll (Kreis Schleswig-Flensburg) aufgelistet (Stand: 10. März 2025).

## Legende
In den Spalten befinden sich folgende Informationen:
- Objekt-ID: die Nummer des Kulturdenkmales
- Lage: die Adresse des Kulturdenkmales und die geographischen Koordinaten. Kartenansicht, um Koordinaten zu setzen. In der Kartenansicht sind Kulturdenkmale ohne Koordinaten mit einem roten Marker dargestellt und können in der Karte gesetzt werden. Kulturdenkmale ohne Bild sind mit einem blauen Marker gekennzeichnet, Kulturdenkmale mit Bild mit einem grünen Marker.
- Offizielle Bezeichnung: Bezeichnung des Kulturdenkmales
- Beschreibung: die Beschreibung des Kulturdenkmales
- Bild: ein Bild des Kulturdenkmales

## Sachgesamtheiten
| Objekt-ID      | Lage                                             | Offizielle Bezeichnung   | Beschreibung | Bild                             |
| -------------- | ------------------------------------------------ | ------------------------ | --- | -------------------------------- |
| 51368          | Bahnhofstraße 1, 2 (54° 46′ 38″ N, 9° 14′ 12″ O) | Bahnhof Wallsbüll        | Bahnhof Wallsbüll; 1888/89; im Stil des Historismus gestaltete Anlage bestehend aus einem Bahnhofsempfangsgebäude mit Aborthäuschen und einem Bahnwohngebäude - Begründung: geschichtlich, städtebaulich - Schutzumfang: Bahnhofsempfangsgebäude mit Aborthäuschen (Bahnhofstraße 1), Bahnwohngebäude (Bahnhofstraße 2) | BW                               |
| 40996 Wikidata | Kirchenweg 3 (54° 46′ 27″ N, 9° 14′ 12″ O)       | Kirche St. Christophorus | Aktualisierung vorgesehen - Begründung: geschichtlich, künstlerisch, städtebaulich, Kulturlandschaft prägend - Schutzumfang: Kirche St. Christophorus mit Ausstattung, Kirchhof, Südertor, Nordertor, Feldsteinwall | weitere Fotos \| Fotos hochladen |

## Bauliche Anlagen
| Objekt-ID | Lage                                               | Offizielle Bezeichnung                   | Beschreibung | Bild                             |
| --------- | -------------------------------------------------- | ---------------------------------------- | --- | -------------------------------- |
| 9166      | Bahnhofstraße 1 (54° 46′ 38″ N, 9° 14′ 11″ O)      | Bahnhofsempfangsgebäude                  | Bahnhofsempfangsgebäude; 1888/89; zweigeschossiger Mauerwerksbau im Stil des Historismus auf längsrechteckigem Grundriss unter einem flachgeneigten Satteldach; mit Aborthäuschen - Begründung: geschichtlich, städtebaulich - Schutzumfang: Bahnhofsempfangsgebäude, Aborthäuschen - Denkmaltyp: Bauliche Anlage, Sachgesamtheit: Bahnhof Wallsbüll | BW                               |
| 2659      | Kirchenweg 3 (54° 46′ 27″ N, 9° 14′ 12″ O)         | Kirche St. Christophorus mit Ausstattung | Alteintragung (Aktualisierung vorgesehen) - Begründung: geschichtlich, künstlerisch, städtebaulich - Schutzumfang: gesamtes Objekt - Denkmaltyp: Bauliche Anlage, Sachgesamtheit: Kirche St. Christophorus | weitere Fotos \| Fotos hochladen |
| 9165      | Schulstraße 14 - 14a (54° 46′ 31″ N, 9° 13′ 59″ O) | ehem. Schule                             | Alteintragung (Aktualisierung vorgesehen) - Begründung: geschichtlich, künstlerisch, städtebaulich - Schutzumfang: gesamtes Objekt - Denkmaltyp: Bauliche Anlage | BW                               |

## Gründenkmale
| Objekt-ID | Lage                                       | Offizielle Bezeichnung | Beschreibung | Bild            |
| --------- | ------------------------------------------ | ---------------------- | --- | --------------- |
| 19279     | Kirchenweg 3 (54° 46′ 27″ N, 9° 14′ 13″ O) | Kirchhof               | Alteintragung (Aktualisierung vorgesehen) - Begründung: geschichtlich, Kulturlandschaft prägend - Schutzumfang: Kirchhof, Südertor, Nordertor, Feldsteinwall - Denkmaltyp: Gründenkmal, Sachgesamtheit: Kirche St. Christophorus | Fotos hochladen |

## Quelle
- Liste der Kulturdenkmale in Schleswig-Holstein – Kreis Schleswig-Flensburg

- Karte mit allen Koordinaten:
- OSM |
- WikiMap